# Landstingshuset i Stockholm Aktiebolag
Landstingshuset i Stockholm Aktiebolag (Lisab) är ett svenskt förvaltningsbolag som agerar moderbolag för en del av de verksamheter som Region Stockholm har valt att driva i aktiebolagsform. Bolaget ägs helt av regionen.

## Bolag
Källa: 
- Aktiebolaget Stockholms Läns Landstings Internfinans
- Ambulanssjukvården i Storstockholm Aktiebolag
- Danderyds Sjukhus AB
- Film Stockholm AB
- Folktandvården Stockholms län AB
- Huddinge Universitetssjukhus AB
- Locum Aktiebolag
  - Aktiebolaget Terreno (vilande)
- Medicarrier Aktiebolag
- S:t Eriks Ögonsjukhus AB
- Södersjukhuset Aktiebolag
- Södertälje Sjukhus Aktiebolag
- Tobiasregistret AB